# Saralba ocypteroides
Saralba ocypteroides är en tvåvingeart som beskrevs av Walker 1865. Saralba ocypteroides ingår i släktet Saralba och familjen parasitflugor. Inga underarter finns listade i Catalogue of Life.